# Tørvemos-ordenen
Tørvemos-ordenen (Sphagnales) er en orden inden for mosserne. Der er kun én familie.
Tørvemosser forekommer i Danmark især i næringsfattige fugtige lavninger i skove og på heder, samt i højmoser. 
De delvist nedbrudte rester efter for længst døde Tørvemos-planter bliver udnyttet som jordforbedringsmiddel og ved etablering af surbundsbede. Se spagnum og Menneskers brug af højmosen.
| Familier |

- Tørvemos-familien (Sphagnaceae)